# George Thomas (Fußballspieler, 2006)
George Lloyd Thomas (* 12. Juni 2006 in Singapur) ist ein englischer Fußballspieler.

## Karriere
George Lloyd Thomas erlernte das Fußballspielen in der Schulmannschaft der UWCSEA (United World College of South East Asia) sowie in den Juniorenmannschaften der Lion City Sailors und Tanjong Pagar United. Die erste Mannschaft von Tanjong spielt in der ersten Liga, der Singapore Premier League. Sein Erstligadebüt für Tanjong gab der Juniorenspieler am 10. April 2023 (8. Spieltag) im Heimspiel gegen Albirex Niigata. Bei der 0:2-Niederlage stand er in der Startelf und wurde nach der Halbzeit gegen Akram Azman ausgewechselt.